# Licuala palas
Licuala palas är en enhjärtbladig växtart som beskrevs av Saw. Licuala palas ingår i släktet Licuala och familjen Arecaceae. Inga underarter finns listade i Catalogue of Life.